# Gare de Vydoubytchi
La gare de Vydoubytchi (en ukrainien : Видубичі (зупинний пункт)), est une gare ferroviaire de la banlieue de Kiev en Ukraine.

## Situation ferroviaire
Elle est exploitée par le réseau Pivdenno-Zakhidna zaliznytsia.

## Histoire
Elle fut ouverte en pour remplacer la gare du jardin botanique qui existait déjà.

## Service des voyageurs

### Accueil
Agrandie en 2020 pour être relié à la Gare de Kiev-Passajyrsky.

### Intermodalité
En 2011 le rapide Kiev-Boryspil qui relie la ville à l'Aéroport de Kiev-Boryspil s’arrête en la gare elle est aussi desservie par le Train urbain électrifié de Kiev.